# Ghana na Letních olympijských hrách 1964
Ghana se účastnila Letní olympiády 1964 v japonském Tokiu. Zastupovalo ji 42 sportovců ve 3 sportech.

## Medailisté
| Medaile | Jméno      | Sport | Disciplína                  |
| ------- | ---------- | ----- | --------------------------- |
| Bronz   | Eddie Blay | Box   | váha velterová - do 63,5 kg |